# Marcello Brusegan
Marcello Brusegan (* 1954 in Venedig; † 17. Januar 2016 ebenda) war ein italienischer Kunsthistoriker und Vizedirektor der venezianischen Biblioteca Marciana. Er verfasste innerhalb weniger Jahre zahlreiche Führer zu den Palästen und Kirchen, aber auch Werke zur Küche Venedigs, sowie ein biografisches Überblickswerk. Darüber hinaus verfasste er eine Geschichte Venedigs und setzte sich mit den Mythen und Legenden der Stadt auseinander.
Die Konferenz Le Regine dell’Adriatico: Adria, Spina, Altino, Ravenna e Venezia, die die Marciana 2016 veranstaltete, fand im Gedenken an Marcello Brusegan statt.

## Schriften (Auswahl)
- The Gondolier’s Cook Book, Supernova, Venedig 1999.
- mit Linda Mavian: Ville venete, Istituto regionale per le ville venete, Mira 2001.
- Storia insolita di Venezia. Origini, segreti, glorie e disfatte della Serenissima, attraverso quindici secoli di stori, Newton Compton, Rom 2003.
- Guida insolita ai misteri, ai segreti, alle leggende e alle curiosità di Venezia, Newton Compton, Rom 2004.
- La grande guida dei monumenti di Venezia, Newton Compton, Rom 2005.
- La cucina veneziana, Newton Compton, Rom 2006.
- I personaggi che hanno fatto grande Venezia, Newton Compton, Rom 2006.
- Storia insolita di Venezia, Newton Compton, Rom 2007.
- Le chiese di Venezia, Newton Compton, Rom 2007.
- I palazzi di Venezia, Newton Compton, Rom 2007.
- Miti e leggende di Venezia, Newton Compton, Rom 2007.